# 宋典 (東漢)
宋典（2世纪—189年），東漢宦官，十常侍之一。

## 生平
早年經歷不詳，在漢靈帝時期位居中常侍，封侯貴寵。中平三年(186年)時擔任鉤盾令，奉命修葺南宮玉堂殿。中平六年（189年），袁紹入宮誅殺宦官，與張讓等人逃出洛陽，張讓建議逃到孟津，宋典則建議逃到黃河。最終，宋典逃到黃河但無渡河工具，被袁紹追到，投河自盡。